# San Esteban de Zapardiel
San Esteban de Zapardiel è un comune spagnolo di 65 abitanti situato nella comunità autonoma di Castiglia e León.